# Vilhelm Vett
Vilhelm Vett   (Copenhaguen, 31 de desembre de 1879 - Palma, 3 de desembre de 1962) va ser un regatista danès que va competir a començaments del segle xx.
El 1924 va prendre part en els Jocs Olímpics de París, on va guanyar la medalla de plata en la regata de 6 metres del programa de vela, a bord del Bonzo, junt a Knud Degn i Christian Nielsen.
Quatre anys més tard, als Jocs d'Amsterdam, va repetir la medalla de plata en mateixa prova del programa de vela. Anava a bord del Hi-Hi, junt a Aage Høy-Petersen, Nils Otto Møller i Peter Schlütter.